# MNEK
Uzoechi Osisioma "Uzo" Emenike, dit MNEK, né le 9 novembre 1994 à Lewisham, est un chanteur-compositeur britannique.

## Discographie

### Albums
- 2015 : Small Talk (EP)
- 2018 : Language

### Singles
- 2011 : If Truth Be Told
- 2014 : Don't Call This Love
- 2014 : Every Little Word
- 2014 : Wrote a Song About You
- 2015 : The Rhythm
- 2015 : Never Forget You (feat. Zara Larsson)
- 2016 : At Night (I Think About You)
- 2016 : Don't Stop Me Now
- 2017 : Paradise
- 2017 : Deeper (avec Riton feat. House Gospel Choir)
- 2018 : Tongue
- 2018 : Crazy World
- 2018 : Correct
- 2018 : Stopped Believing in Santa
- 2019 : Girlfriend
- 2019 : Valentino (avec Years & Years)
- 2020 : Head & Heart (avec Joel Corry)
- 2023 : "Radio" (avec Sigala)

#### En collaboration
- 2014 : Ready for You Love (Gorgon City)
- 2016 : House Work (Jax Jones)
- 2016 : Hands
- 2017 : Blinded by Your Grace, Pt. 2 (Stormzy)
- 2019 : Bruised Not Broken (Matoma)
- 2019 : Through Enough (Remix) (VanJess)
- 2021 : Run for Cover (Sugababes)